# Ponts de Billancourt
De Ponts de Billancourt zijn twee bruggen over de Seine in de gemeenten Boulogne-Billancourt en Issy-les-Moulineaux in het Franse departement Hauts-de-Seine die in het verlengde van elkaar liggen, gescheiden door het Île Saint-Germain, midden in de Seine.
De oorspronkelijke bruggen werden gebouwd in 1862. Tijdens de belegering van Parijs in 1871 werden ze verwoest, en herbouwd in 1872. Vanwege de toegenomen verkeersdruk werden de oude bruggen gesloopt rond 1988 en vervangen door twee nieuwe bruggen.